# Chiese di Modica
Nella storia di Modica sono molte le chiese demolite, scomparse, dismesse e sconsacrate.
Vari eventi sismici disastrosi interessano la cittadina.
- Terremoto di Siracusa del 1125.
- Terremoto di Catania del 1169 o terremoto di Sant'Agata.
- Terremoto nel Val di Noto, Anno Domini 1542 o Magnus Terremotus in terra Xiclis distruttivo.
- Terremoto del 1613.
- Terremoto del Val di Noto del 1693 catastrofico.

Escludendo i primi due eventi sismici per i quali non esistono vere e proprie documentazioni cittadine, con le ricostruzioni in epoca spagnola in stile barocco, il centro vanta il ricchissimo patrimonio storico - artistico - religioso che oggi ammiriamo al punto da giustificare il detto di città delle 100 chiese.
Oltre ai 100 e passa edifici di culto, molti dei quali inglobati o derivati in poli monumentali di grosse dimensioni, la città vanta un numero elevato di istituzioni rette dai principali ordini religiosi.

## A
| - Chiesa di Sant'Andrea - Chiesa di Sant'Anna ed ex-convento dell'Ordine dei frati minori riformati. - Chiesa delle Anime del Purgatorio - Chiesa dell'Angelo Custode - Chiesa di Sant'Agata - Chiesa di Sant'Agostino | - Chiesa di Sant'Anastasia - Chiesa di Sant'Andrea, ruderi - Chiesa di Sant'Antonio Abate, ruderi - Chiesa di Sant'Antonio di Padova derivata in abbazia di Santa Maria di Betlem - Chiesa di Sant'Antonio di Padova del Cinquecento, ricostruita nel Settecento. La cripta sotterranea ingloba la primitiva chiesa del XVI secolo. |

## B
| - Chiesa di Santa Barbara al Ciglione - Chiesa di San Bartolomeo derivata in abbazia di Santa Maria di Betlem - Chiesa di San Bartolomeo | - Chiesa di San Benedetto già chiesa di Santa Scolastica - Chiesa di San Bernardo, ruderi - Chiesa di San Biagio |

## C
| - Cappella Grimaldi - Chiesa di San Calogero e Sant'Anna, e convento dell'Ordine dei frati minori riformati | - Chiesa di San Cataldo, cappella del palazzo della famiglia Cabrera. - Chiesa di Santa Chiara - Chiesa di San Ciro |

## D
- Chiesa di Santa Dorotea[2]

## E
| - Chiesa di Sant'Elia, ruderi - Chiesa di Sant'Eligio | - Chiesa di Santa Elisabetta |

## F
| - Chiesa di San Filippo - Chiesa di San Francesco d'Assisi e convento dell'Ordine dei frati minori cappuccini | - Chiesa di San Francesco di Paola - Chiesa di San Francesco Saverio o Badia, originaria del Cinquecento, restaurata nel Settecento, ricca di bellissimi stucchi, ospita le Suore Carmelitane Missionarie di Santa Teresa del Bambin Gesù. |

## G

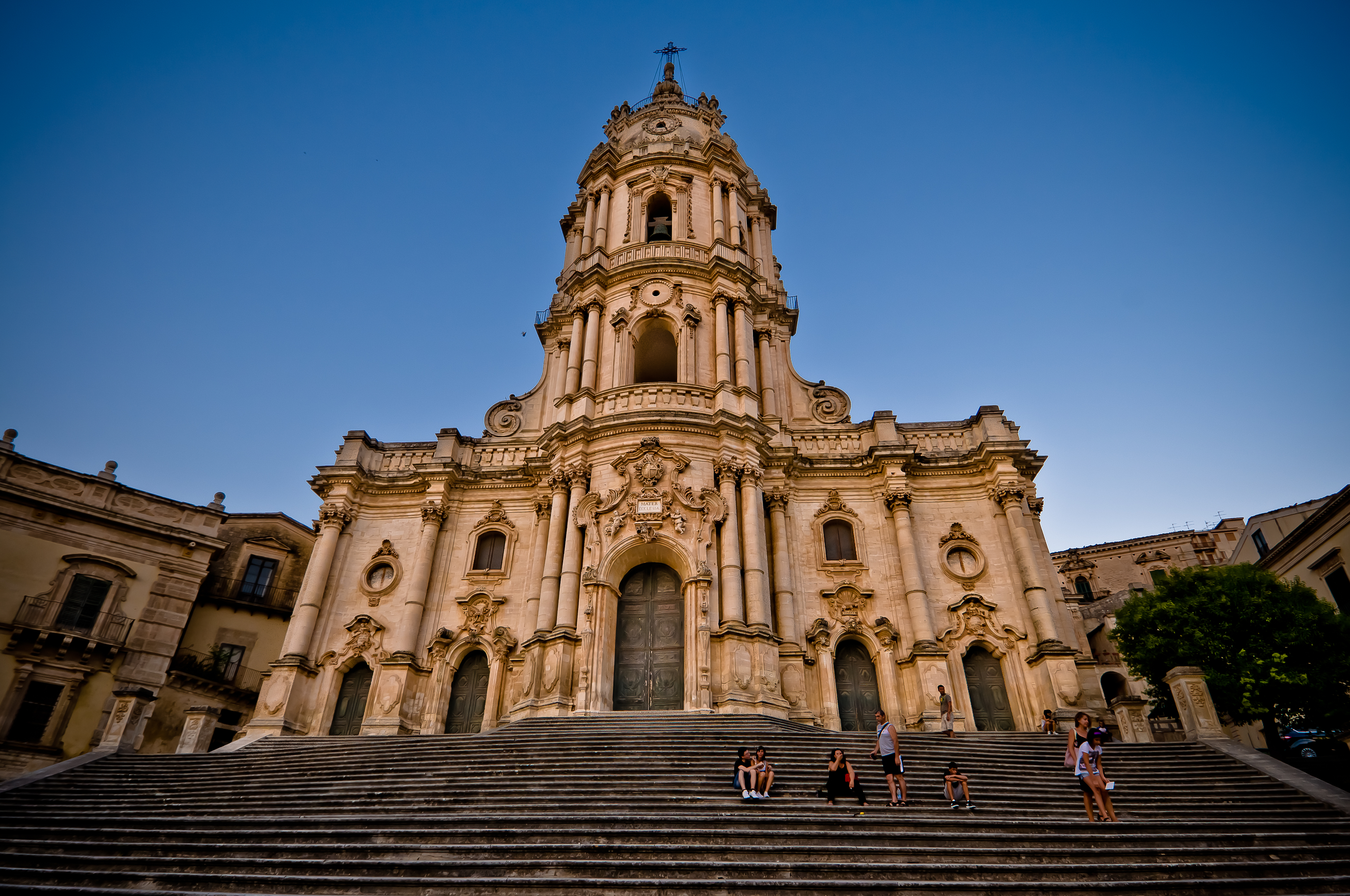
La facciata della Chiesa Madre di San Giorgio.

- Insigne collegiata di San Giorgio, chiesa madre[11] primitiva chiesa di Santa Croce[12]
- Chiesa di San Giacomo, ruderi[13]
- Chiesa - eremo di San Giacomo extra moenia (XIII/XIV secolo)
- Chiesa di San Giovanni Battista dell'Ordine Gerosolimitano[14]
- Chiesa di San Giovanni Evangelista[15]
- Chiesa di San Girolamo[2]
- Chiesa di San Giuseppe e convento del Terz'ordine[1]
- Chiesa del Santissimo Salvatore (XV secolo, ricostruita nel XVIII)
- Chiesa della Santissima Trinità[2]
- Chiesa dello Spirito Santo[16]

## I
- Chiesa di Sant'Ippolito de Prato[4]

## L
| - Cappella di San Lazzaro nell'Ospedale - Chiesa di San Leonardo - Chiesa di Santa Liberale | - Chiesa di Santa Luca, ruderi - Chiesa di Santa Lucia |

## M
| - Chiesa di Santa Maria Addolorata - Chiesa di Santa Maria Bianca - Chiesa di Santa Maria del Bosco - Chiesa di Santa Maria del Casale - Chiesa di Santa Maria del Carmelo - Chiesa di Santa Maria del Dente - Chiesa di Santa Maria del Soccorso - Chiesa di Santa Maria degli Ammalati - Chiesa di Santa Maria della Catena - Chiesa di Santa Maria della Consolazione - Chiesa di Santa Maria della Misericordia - Chiesa di Santa Maria della Mola - Chiesa di Santa Maria della Scala - Chiesa di Santa Maria delle Cateratte e monastero dell'Ordine cistercense - Chiesa di Santa Maria delle Grazie - Chiesa di Santa Maria dello Spasimo - Chiesa di Santa Maria dell'Annunziata - Chiesa di Santa Maria dell'Annunziata Vecchia già San Nicolò nella Torre del Casale - Chiesa di Santa Maria dell'Appennino - Chiesa di Santa Maria di Berlon derivata in abbazia di Santa Maria di Betlem | - Chiesa di Santa Maria di Gesù e convento dell'Ordine dei frati minori osservanti - Chiesa di Santa Maria di Monserrato - Chiesa di Santa Maria di Loreto - Chiesa di Santa Maria di Piedigrotta - Chiesa di Santa Maria di Trapani - Chiesa di Santa Maria Exaudi nos - Chiesa di Santa Maria la Catena - Chiesa di Santa Maria Odigitria - Chiesa di Santa Maria Tripeleri o Trimisiri - Chiesa abbaziale di Santa Maria di Betlem - Chiesa di San Matteo - Chiesa di Santa Margherita - Chiesa di Santa Marta - Chiesa di San Martino dal ricco apparato decorativo in stucco - Chiesa di San Mauro Abate derivata in abbazia di Santa Maria di Betlem - Chiesa di San Michele Arcangelo |

## N
| - Chiesa di San Nicolò - Chiesa di San Nicolò di Tolentino | - Chiesa dei Santi Nicolò ed Erasmo |

## O
- Chiesa di Sant'Onorato, ruderi[2]

## P

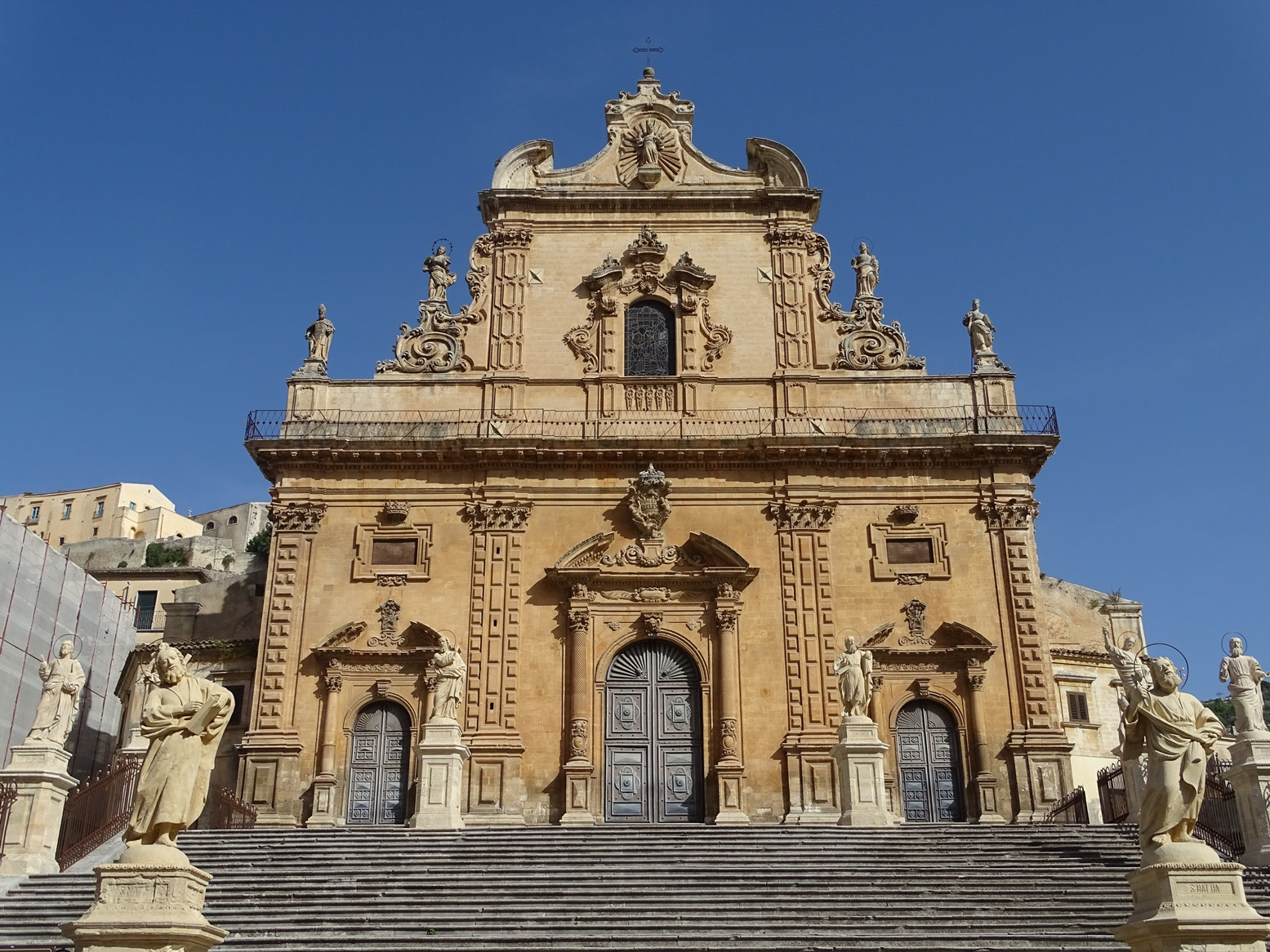
La facciata della Chiesa Madre di San Pietro.

- Insigne collegiata di San Pietro, chiesa madre[29]
- Chiesa di San Pancrazio[3]
- Chiesa di San Paolo Apostolo[21]
- Chiesa di San Pietro presso il monastero dell'Ordine benedettino[30]

## Q
- Chiesa dei Quaranta Martiri[2]

## R
- Chiesa di San Rocco[3]

## S
- Chiesa del Santissimo Salvatore

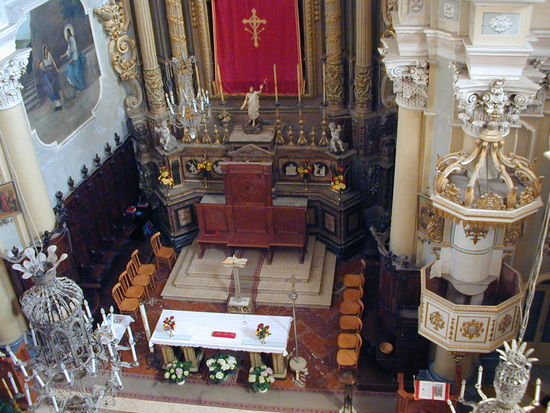
Interno della Chiesa del Santissimo Salvatore.

- Chiesa di San Sebastiano e convento dell'Ordine dei frati minori conventuali[1]
- Chiesa di San Silvestro da Silva alle Grotte della Fasana[31]
- Chiesa di Santa Scolastica derivata in chiesa di San Benedetto[7]
- Chiesa di Santa Sofia[2]
- Chiesa del Sacro Cuore

## T
| - Chiesa di San Teodoro | - Chiesa di Santa Teresa d'Avila ed ex monastero delle Carmelitane Scalze |

## V
| - Chiesa di Santa Venera - Chiesa di San Vincenzo | - Chiesa di San Vito |

## Case
- Casa di religiosi dell'Ordine cistercense presso la chiesa di Santa Maria delle Cateratte[1]
- Casa di religiosi presso la chiesa di San Bernardo[1]

## Collegi
- Collegio di Sant'Ignazio sede del Collegium Mothycense o Collegio Maggiore della Compagnia di Gesù presso la chiesa di Santa Maria del Soccorso.
- Collegio Minore della Compagnia di Gesù presso alcuni locali aggregati alla chiesa di San Teodoro.

## Commende
- Commenda gerosolimitana presso la chiesa di San Giovanni Battista[14]

## Conventi
- Convento gerosolimitano presso la chiesa di San Giovanni Battista[1]
- Convento dell'Ordine dei frati minori cappuccini presso la chiesa di San Francesco d'Assisi[33]
- Convento dei Ordine dei frati minori riformati sotto la protezione di San Calogero e il titolo di Sant'Anna[1] presso la chiesa di Sant'Anna
- Convento dell'Ordine di San Giacomo[20]
- Convento dell'Ordine di Sant'Agostino[20]
- Convento dell'Ordine di San Nereo[20]
- Convento di San Benedetto[34]
- Convento di San Francesco Saverio[34]
- Convento Raccomandata[34]
- Convento dello Spirito Santo[34]
- Convento di San Nicolò[34]
- Convento di San Martino[34]
- Convento dei Carmelitani presso la chiesa del Carmine[7]
- Convento dell'Ordine dei frati minori osservanti sotto la regola di San Francesco d'Assisi[35]
- Convento presso la chiesa di San Giovanni Evangelista[36]
- Convento dell'Ordine dei frati minori osservanti presso la chiesa di Santa Maria di Gesù[37]
- Convento dei Ordine dei frati predicatori di San Domenico di Guzmán presso la chiesa di San Domenico[1]
- Convento dell'Ordine dei frati minori conventuali presso la chiesa di San Sebastiano[1]
- Convento del Terz'ordine presso la chiesa di San Giuseppe[1]

## Eremi
- Eremo di San Pancrazio[1]
- Eremo di Santa Maria della Croce oggi di Monserrato[1]
- Eremo di Santa Maria dell'Itria[1]
- Eremo di Santa Maria della Purificazione o Candelaia[1]
- Eremo di Santa Maria del Bosco[1]

## Monasteri

### Femminili
- Monastero dell'Ordine benedettino presso la chiesa di Santa Scolastica rinominata San Benedetto[32]
- Monastero della Raccomandata[34]
- Monastero dello Spirito Santo[32]
- Monastero di San Francesco Saverio[32]
- Monastero di San Martino delle moniali di Santa Teresa[32]
- Monastero di Santa Caterina da Siena sotto il titolo di San Nicolò[7] 77 (monastero di San Nicolò e Sant'Erasmo)[38]
- Monastero di Santa Maria di Valverde, istituzione documentata[39]
- Monastero di Santa Teresa e di Santa Maria del Monte della Pietà[32]
- Monastero dell'Ordine benedettino sotto il titolo dei Santi Innocenti, primitiva istituzione sorta sull'area della insigne collegiata di San Pietro[30]

## Confraternite
- Confraternita della Buona Morte attestata presso la chiesa di Santa Maria di Betlem[40]
- Confraternita di Maria Addolorata attestata presso la chiesa di San Giovanni Evangelista[40]
- Confraternita di Sant'Antonio di Padova attestata presso la chiesa di San Giorgio[40]
- Confraternita di San Michele Arcangelo attestata presso la chiesa di San Giorgio[40]
- Confraternita di Santissimo Sacramento attestata presso la chiesa di San Giorgio[40]

## Congregazioni
- Congregazione sotto il titolo della Vergine dei Dolori presso la chiesa di San Giorgio[18]
- Congregazione di Carità[40]

## Oratori
- Oratorio salesiano San Domenico Savio
- Oratorio di Santa Maria di Betlem

## Ospedali
- Ospedale della Pietà «Tommaso Campailla» trasformato in Museo della Medicina.
- Ospedale degli Onesti presso la chiesa di San Martino, oggi denominato Ospedale Maggiore.

## Feste
- Festa di San Giorgio Martire[41][42]
- Festa di San Pietro[43]
- Madonna Vasa Vasa
- Festa di Santa Maria delle Grazie

...

## Santi Patroni Protettori della città di Modica
- San Giorgio Martire[41][42]
- San Pietro Apostolo[43]

...

## Ospizi
- Ospizio di Carità e dell'Elemosina sotto il titolo dei Santi Innocenti[30]
- Ospizio di Religiosi presso la chiesa di Santa Maria di Betlem[21]
- Ospizio presso la chiesa dello Spirito Santo[21]

## Priorati
- Priorato presso la chiesa dello Spirito Santo[21]
- Priorato presso la chiesa di Santa Maria di Betlem[21]

## Galleria d'immagini

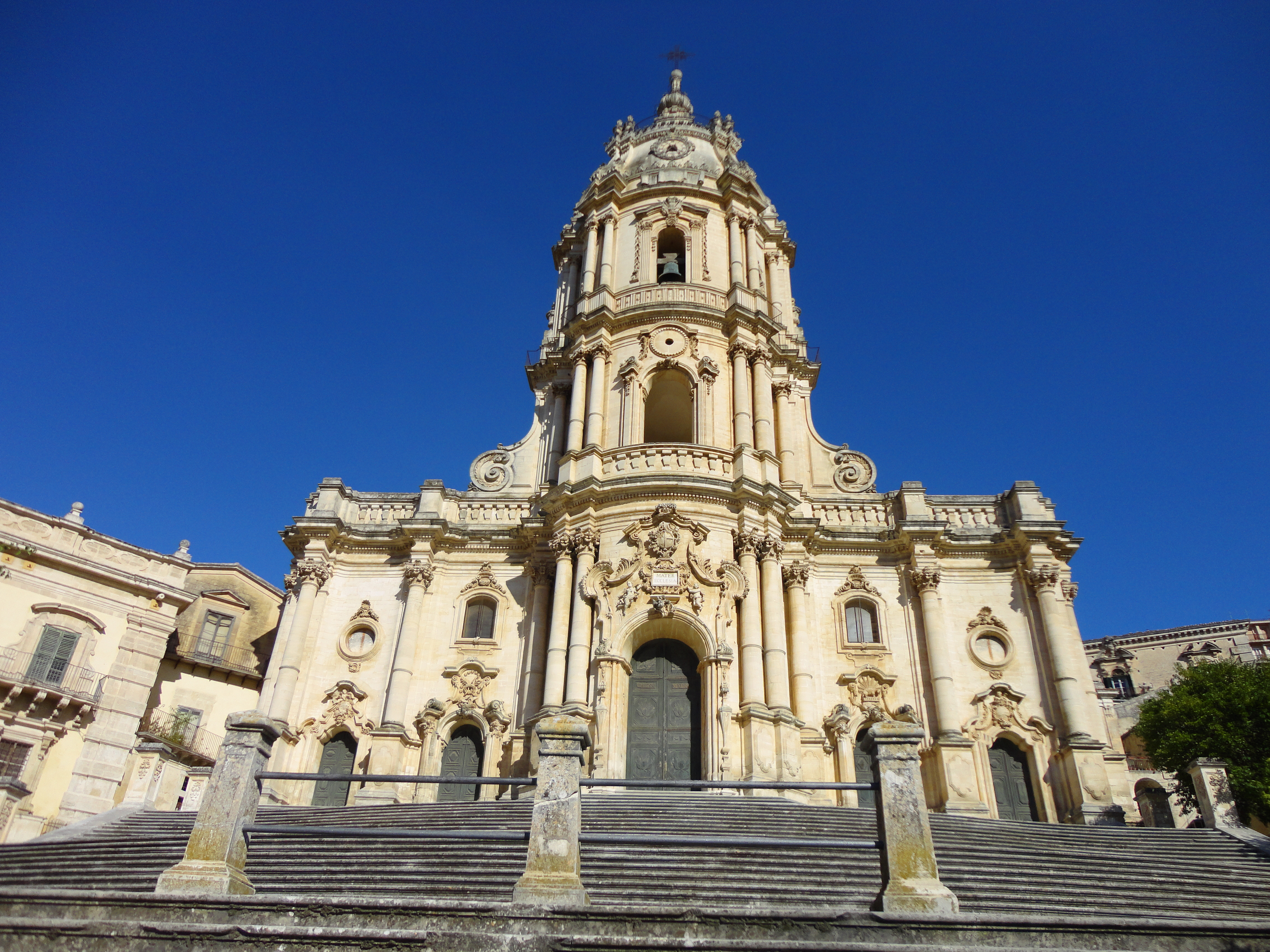
Duomo di San Giorgio
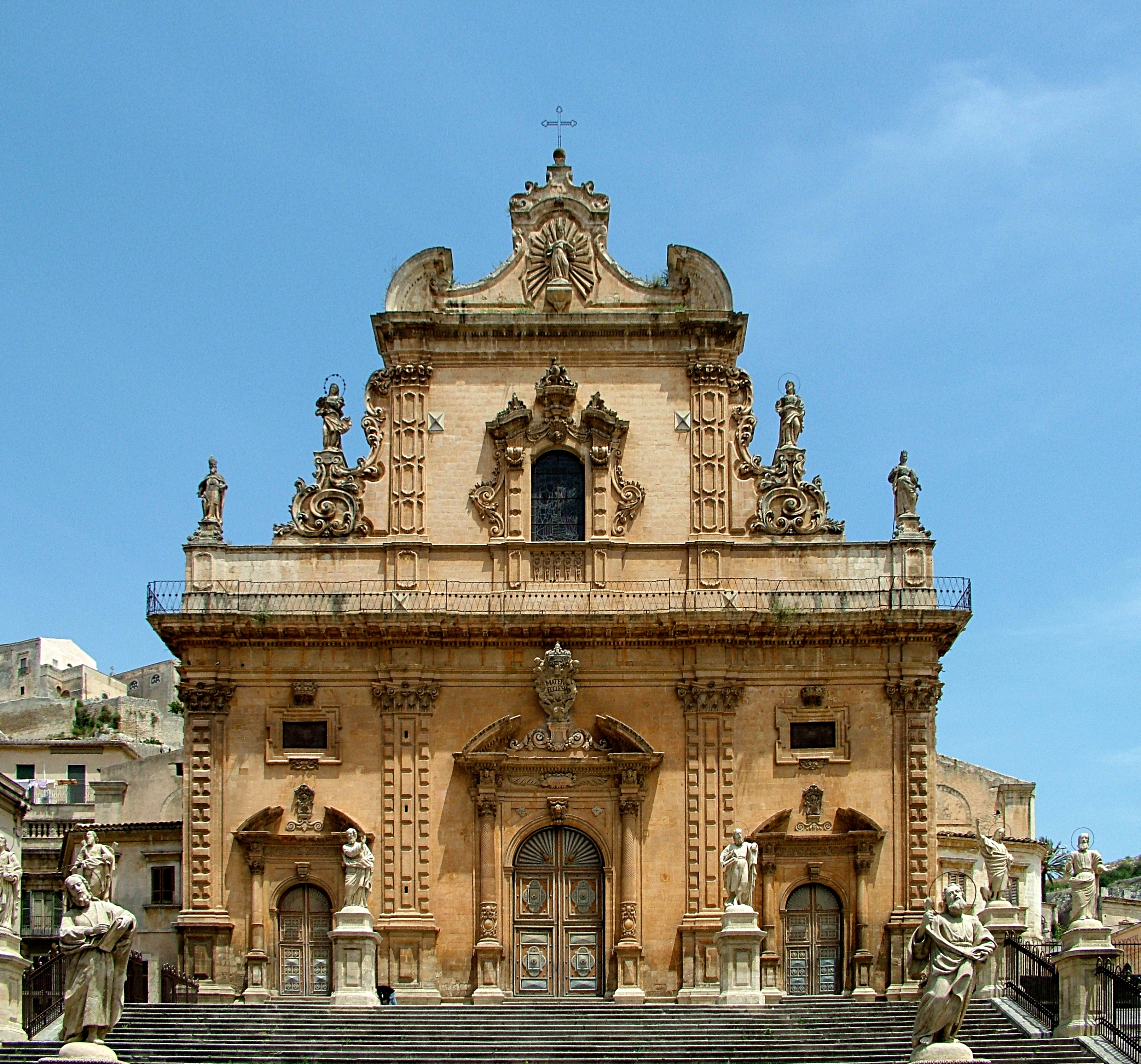
Duomo di San Pietro
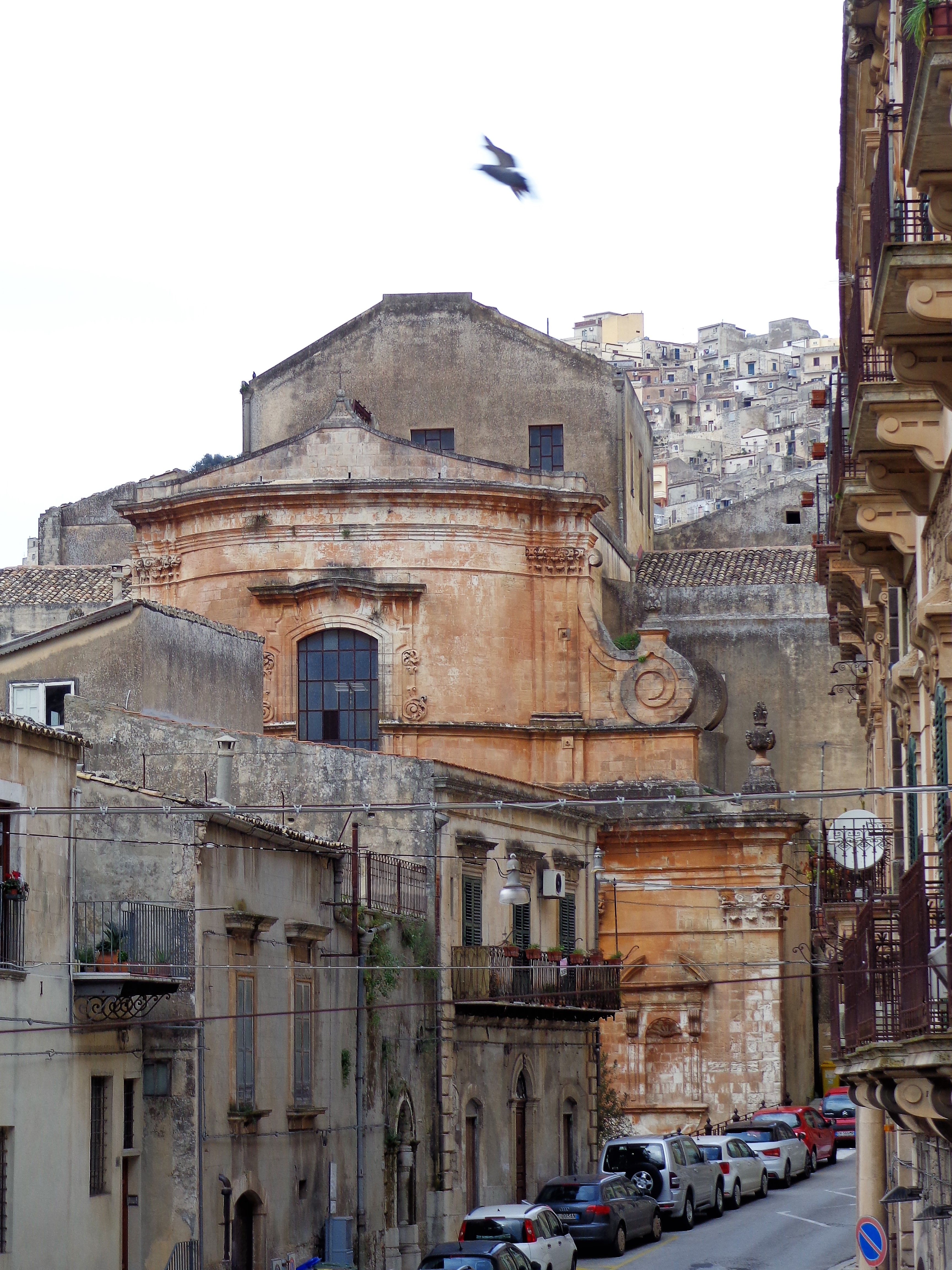
Chiesa di Santa Maria del Soccorso
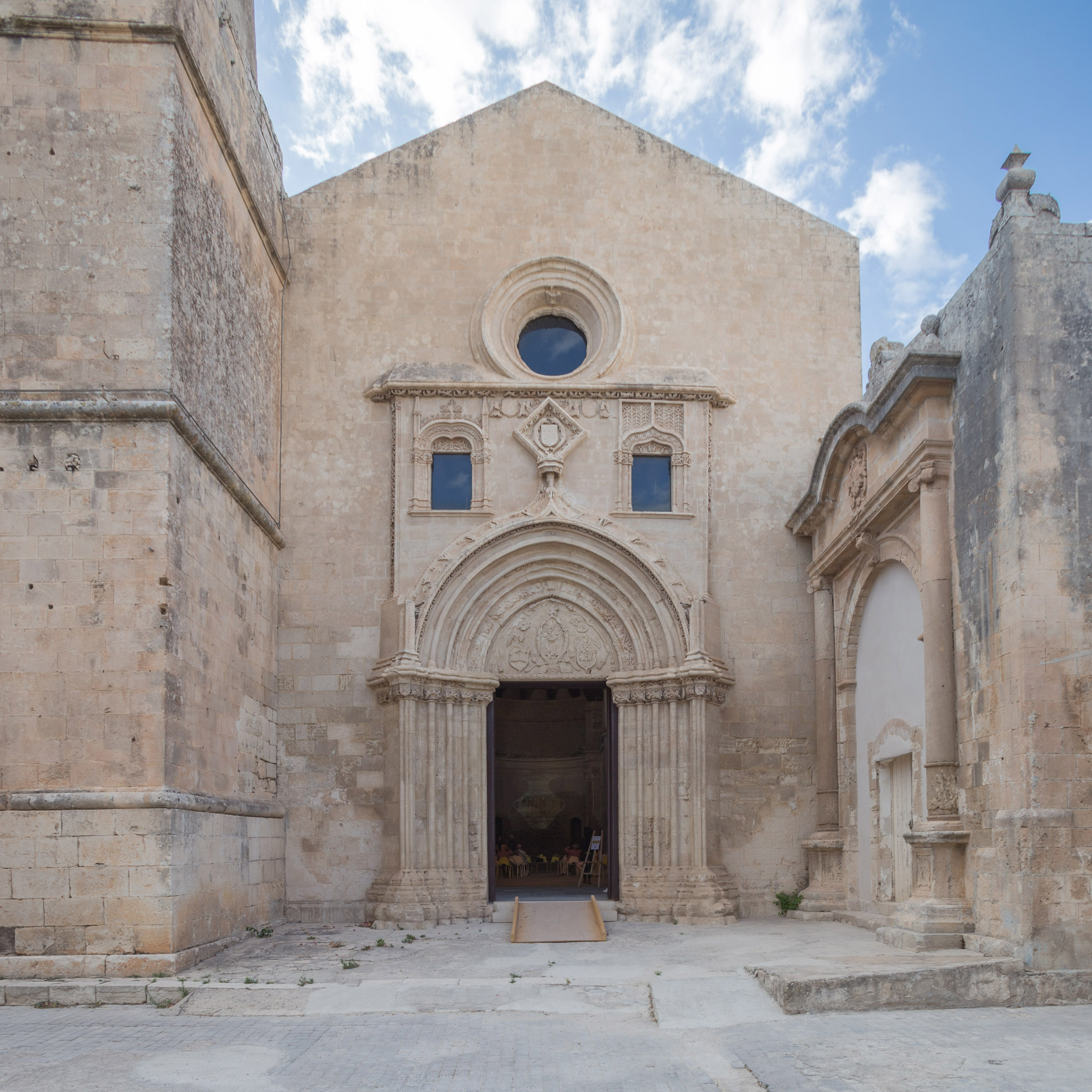
Chiesa di Santa Maria di Gesù
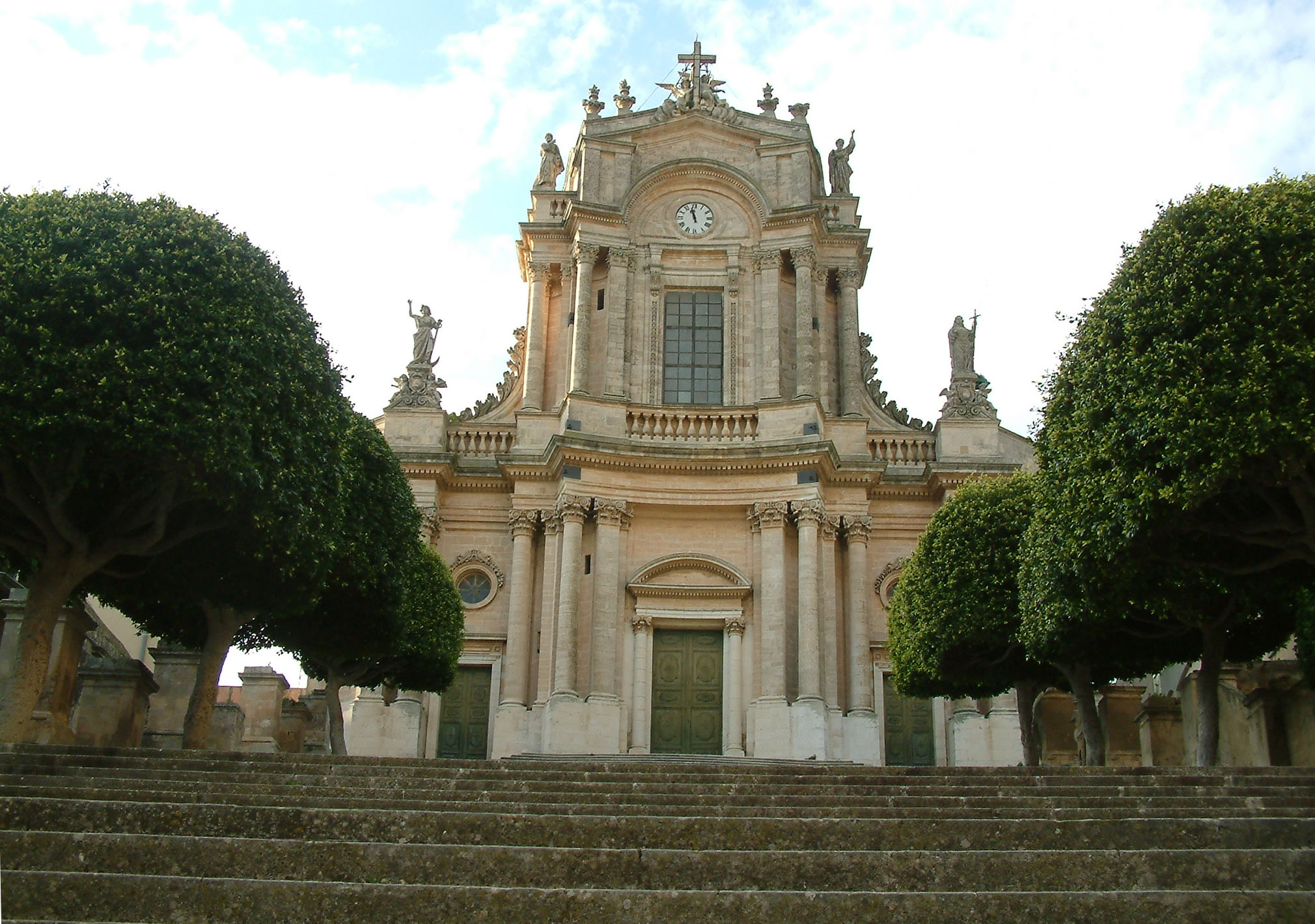
Chiesa di San Giovanni Evangelista
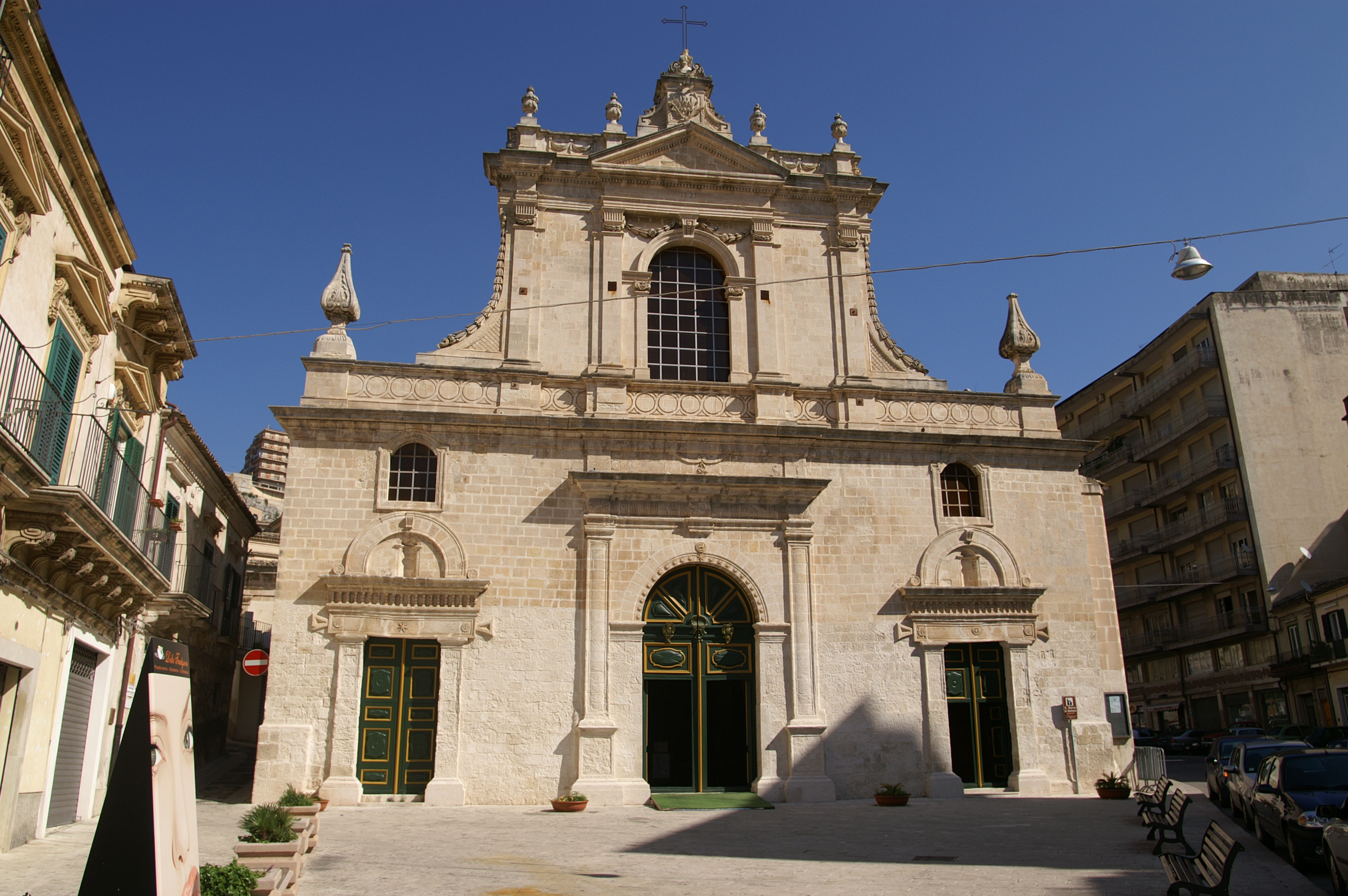
Chiesa di Santa Maria di Betlem